# Брикс, Андрей Александрович
Андрей Александрович Брикс (1858 — 1918 ?) — русский учёный-артиллерист и педагог, генерал-лейтенант, заслуженный профессор и почётный член Конференции Михайловской военной артиллерийской академии, член  Артиллерийского комитета при Главном артиллерийском управлении.

## Биография
Родился в семье надворного советника. В службу вступил в 1874 году после окончания Московского 2-го кадетского корпуса. В 1877 году после окончания Михайловского артиллерийского училища, произведён в  подпоручики и прикомандирован к 2-й лейб-гвардии артиллерийской бригаде. С 1877 года участник Русско-турецкой войны.
"За боевые отличия" в войне был награждён чином прапорщика гвардии и орденом Анненским оружием «За храбрость».
С 1881 года назначен репетитором Павловского военного училища. В 1882 году после окончания  Михайловской артиллерийской академии по I разряду произведён в подпоручики гвардии и назначен репетитором  МАА и МАУ. В 1885 году произведён в поручики гвардии. С 1888 года назначен штатным преподавателем МАА и МАУ. В 1890 году произведён в штабс-капитаны гвардии, в 1895 году в капитаны гвардии.
С 1896 года назначен экстраординарным профессором МАА. В 1897 году произведён в полковники гвардии. С 1898 года помимо основной преподавательской деятельности был назначен помощником инспектора классов, и с 1899 по 1914 годы был инспектором классов МАУ. С 1900 года назначен ординарным профессором МАА. В 1905 году "за отличие по службе" произведён в генерал-майоры.
12 марта 1908 года высочайшим приказом получил звание заслуженный ординарный профессор и почётным членом Конференции МАА. В 1914 году произведён в генерал-лейтенанты с назначением постоянным членом Артиллерийского комитета при Главном артиллерийском управлении, с  1915 года начальник 4-го отдела АК ГАУ с оставлением постоянным членом того же комитета и в званиях заслуженного профессора и почётнаго члена конференции МАА.
После Октябрьской революции с 24 января 1918 года Конференцией академии был зачислен в качестве нештатного профессора. Считалось, что в 1918 году был арестован органами ВЧК и расстрелян. Однако из недавно опубликованных документов стало известно, что в 1918 году он служил в Артиллерийском комитете РККА, а в конце декабря 1918 года был назначен членом КОСАРТОП, что делает версию о расстреле в 1918 году недостоверной.

## Награды
Награждён всеми орденами Российской империи вплоть до ордена Белого орла высочайше пожалованного ему 10 апреля 1916 года. Сверх иерархии наград был пожалован: "за боевые отличия" в войне — Аннинским оружием «За храбрость»  (ВП 1879); "за отлично-усердную службу и особые труды, вызванные обстоятельствами текущей войны" высочайше был пожалован — Монаршим благоволением (ВП 06.12.1916).

## Семья
- Брат — Фёдор  (1855—1936) — действительный статский советник, профессор Военно-морской академии
- Дочь — Нина (1895—1931) — уроженка С.-Петербурга, беспартийная, бухгалтер треста "Севзаплеспром", проживала: г. Ленинград, Можайская ул., д. 42, кв. 8. Арестована 14 ноября 1930 г. Тройкой ПП ОГПУ в ЛВО 25 февраля 1931 г. по ст. ст. 58-6, 58-12 УК РСФСР приговорена к расстрелу. Расстреляна 1 марта 1931 г.[4]